# Napamboubou-Saalin
Napamboubou-Saalin est une commune rurale située dans le département de Ziniaré de la province de l'Oubritenga dans la région Plateau-Central au Burkina Faso.

## Santé et éducation
Les centres de soins les plus proches de Napamboubou-Saalin sont le centre de santé et de promotion sociale (CSPS) de Ziniaré et son centre médical avec antenne chirurgicale (CMA).